# لیتون بینز
لیتون بِینز (به انگلیسی: Leighton Baines) (زاده ۱۱ دسامبر ۱۹۸۴) بازیکن فوتبال اهل کشور انگلستان و مدافع چپ باشگاه اورتون بود. او جزو بهترین مدافع چپ‌های دنیا بود که در سال ۲۰۱۱ دوم شد. نفر اول روبروت کارلوس بود.

## تیم ملی انگلستان
بینس سابقه ۱۶ بازی و ۱ گل زده برای تیم ملی زیر ۲۱ سال انگلستان را در کارنامه دارد؛ و از سال ۲۰۱۰ با انجام ۳۰ بازی برای تیم ملی بزرگسالان در رقابت‌های یورو ۲۰۱۲ و جام جهانی ۲۰۱۴ شرکت کرده‌است. او تنها گلش را برای تیم ملی بزرگسالان در رقابت‌های انتخابی جام جهانی ۲۰۱۴ در مقابل رومانی به ثمر رسانده‌است.

## اورتون
چند روز قبل از شروع فصل ۲۰۰۷/۲۰۰۸ لیگ جزیره با قراردادی ۵ ساله با مبلغ ۶ میلیون پوند (در مجموع) به تیم اورتون پیوست. او اولین گلش را برای اورتون بعد از انجام ۵۷ بازی (در تمام مسابقات) در دومین فصل حضورش در ترکیب تافی‌ها مقایل پورتسموث به ثمر رساند.
بینس در فصل ۲۰۱۰/۲۰۱۱ در تمام دقایق بازی‌های اورتون در لیگ انگلیس در زمین حضور داشت و بعد از پایان فصل جایزه بهترین بازیکن سال باشگاه و زیباترین گل فصل (گل در مقابل چلسی) را کسب کرد.
وی در حال حاضر در ۳۴۲ بازی موفق به ثمر رساندن ۳۳ گل برای باشگاه اورتون شده‌است.